# 보타니체스키 사트역 (모스크바 중앙 순환선)
보타니체스키 사트 역(러시아어: Ботанический сад)은 모스크바 지하철 모스크바 중앙 순환선의 역이다. 역명은 인근에 모스크바 식물원이 있는 데에서 정해졌다.

## 환승
보타니체스키 사트 역에서는 칼루시스코 리시스카야 선 보타니체스키 사트 역으로 환승이 가능하다. 2018년에는 두 노선의 역을 연결하는 지하 시설이 완공되어 환승이 편리해졌다.